# Frankenstrat

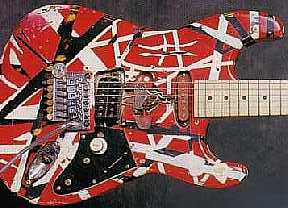
Frankenstrat, creada por Eddie Van Halen.

Frankenstrat es una guitarra creada por Eddie Van Halen. Su nombre es un acrónimo de Frankenstein, el apellido del creador del monstruo de ficción que combina partes de varios cadáveres y Stratocaster, una guitarra eléctrica hecha por Fender Musical Instruments. Una copia de la "Frankenstrat" se encuentra actualmente en el Museo de Historia Americana de la Institución Smithsonian, en Washington D. C.

## Descripción
La Frankenstrat fue el intento de Van Halen de combinar el sonido de una guitarra clásica Gibson con los atributos físicos de una Fender. Durante años se decía que la guitarra era una Fender o que estaba construida con partes de Fender, pero era falso. Estaba hecha de una Stratocaster cuerpo de fresno, que se modificó para adaptarle una pastilla del puente humbucking Gibson PAF. La guitarra tiene un mástil de arce y diapasón y herrajes cromados, y tenía varios diseños de pintura hasta que hizo su última combinación de rayas blanco negro y rojo. Es una guitarra de seis cuerdas, con un trémolo Floyd Rose.

## Diseño

### Cuerpo y cuello
Eddie le compró el cuerpo de fresno y el mástil de arce a Wayne Charvel por un total de 130 $. No era un precio caro, porque la guitarra presentaba varios defectos, el que más se notaba era el gran nudo en la madera. Wayne Charvel le llamó al cuerpo de la guitarra como body "2" (se llamaban así los cuerpos que salían defectuosos).

### Electrónica
Eddie enrutó una pastilla PAF de su antigua Gibson E-335 con la pastilla simple del mástil, todo ello atravesando el cuerpo de la guitarra; pero la pastilla simple del mástil acabó de adorno debido a la incapacidad de Eddie para conectarla. Por lo que la guitarra sólo tenía una pastilla, la vieja PAF de Gibson que se sustituiría por una Seymour Duncan JB años más tarde. Eddie al no tener muchos conocimientos sobre la electrónica, se deshizo de los dos controles de tono y de sus cableados.

### Golpeador
El golpeador que utilizó en la guitarra era un trozo de vinilo. También usó intermitentes y pilotos reflectantes de un camión y los pegó en la guitarra a modo de decoración.

### Pintura
La guitarra, originalmente, fue pintada a negro, al que Eddie añadió unas tiras blancas; con lo que el acabado original de la guitarra fue el clásico "negro con tiras blancas". Más tarde, en la grabación de lo que sería el Van Halen II, Eddie trastocó la guitarra de nuevo y bautizó al acabado como "Bumble Bee", o lo que es lo mismo, el color amarillo y negro "abeja".
En el año 1979 Van Halen decide cambiarle el color a la guitarra y pintarla de rojo, color de las bicicletas de la marca Schwinn (bicicletas muy populares por esa época). La repinta y le añade más cinta dándole ese acabado por el que todos la conocen, El guitarrista decía que la pintura de Schwinn le daba un toque "pop".

## Actualizaciones
La Frankenstrat ha pasado por una serie de cuellos a lo largo de los años. Van Halen Instaló grandes alcayatas en lugar de botones de correa, un infalible (aunque desagradable) método de sujeción de la correa a la guitarra.
Durante la década de 1970 y principios de 1980, muchas empresas de guitarra trataron de sacar provecho de la popularidad de Van Halen con la fabricación de réplicas frankenstrat. En un intento de engañar a las empresas, el guitarrista instaló un color rojo en la pastilla no funcional en la posición del cuello del frankenstrat. Para confundir aún más a los imitadores, se le atornilló un interruptor de tres vías en medio del hueco vacío del cuerpo de la guitarra. Al igual que la pastilla del mástil, era puramente decorativo.